# Međunarodni standardni serijski broj
Međunarodni standardni serijski broj (engl. International Standard Serial Number, ISSN) je jedinstveni broj dug osam cifri koji se koristi za identifikaciju štampanih ili elektronskih periodičnih publikacija. Žurnali objavljeni u oba medija mogu da imaju dva ISSN broja, print ISSN (p-ISSN) i elektronski ISSN (e-ISSN ili eISSN). ISSN sistem je zasnovan kao ISO internacionalni standard 1971. i objavljen je kao ISO 3297 1975. godine. ISO podkomitet TC 46/SC 9 je odgovoran za standard.

## Format koda
Format ISSN koda je osmocifreni broj, podeljen crticom u dva četvorocifrena broja. Zadnja cifra, koja može da bude 0–9 ili X, je cifra za proveru. Na primer ISSN žurnala Hearing Research je 0378-5955.
Da bi se izračunala cifra za proveru, koristi se sledeći algoritam:
Izračuna se suma prvih sedam cifri ISSN broja pomnoženih njihovom pozicijom u broju, brojeći sa desna, drugim rečima 8, 7, 6, 5, 4, 3, i 2:
{\displaystyle 0\cdot 8+3\cdot 7+7\cdot 6+8\cdot 5+5\cdot 4+9\cdot 3+5\cdot 2}
{\displaystyle =0+21+42+40+20+27+10}
{\displaystyle =160}.
Zatim se ona podeli po modulu sa 11 i utvrdi ostatak.
{\displaystyle {\frac {160}{11}}=14{\mbox{ ostatak }}6=14+{\frac {6}{11}}}.
Ako nema ostatka cifra za proveru je 0, inače se ostatak oduzme od 11 da bi se dobila cifra za proveru:
{\displaystyle 11-6=5}
Cifra za proveru je 5.
X velikim slovom u cifri za proveru označava 10.